# Iglesia de la Asunción de Nuestra Señora (Tuesta)

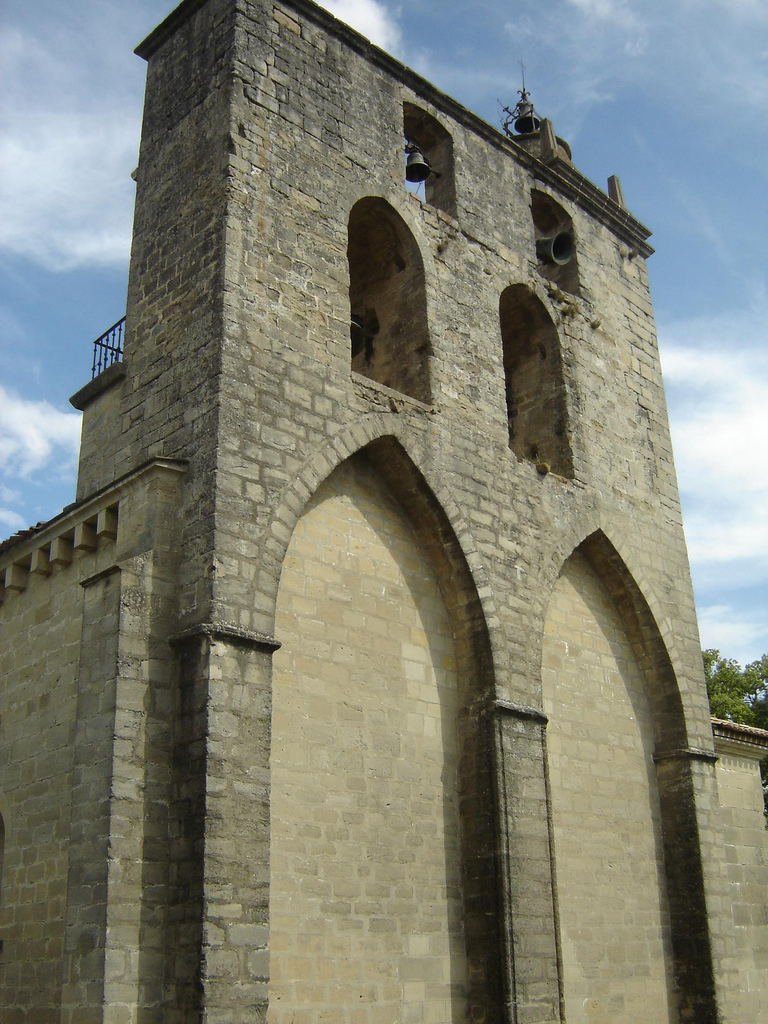
Vista de la iglesia

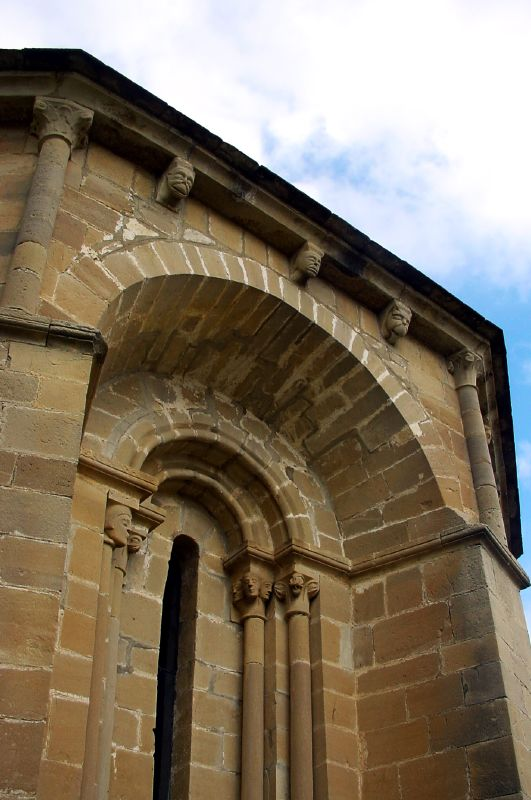
Detalle de una vano

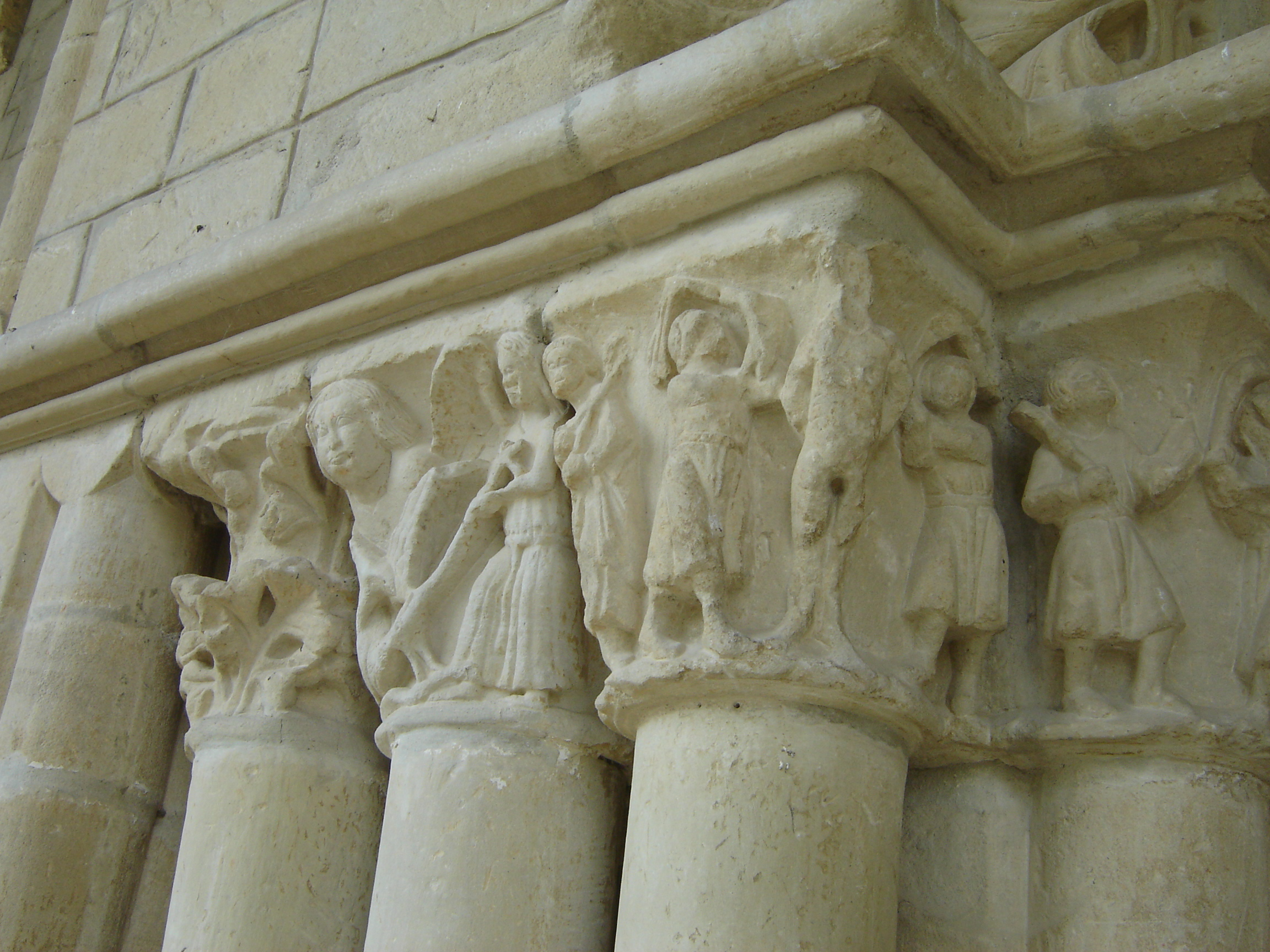
Detalle de capitel

La iglesia de la Asunción de Nuestra Señora, en Tuesta, municipio de Valdegovía (Álava, España) se sitúa en lo alto de una ladera, formando un altiplano con la plaza. La orientación del eje de la nave es este-oeste, con la portada de acceso al sur, como la mayoría de Iglesias de la zona y época.
El desnivel de la carretera y la plaza se resuelve mediante un muro de piedra de considerable altura.

## Descripción
El templo consta de una sola nave, de 29 metros de longitud, con portada lateral, ábside poligonal, formado por los cinco lados de un semi-decágono, dos capillas laterales y tres dependencias cerradas.
La cabecera tiene cinco paños, en cada uno de los cuales se abren bellos ventanales bajo arcadas de medio punto apoyadas en gruesos contrafuertes. En el arranque de estas arcadas nace una columnilla que llega a la altura del alero coronado por un capitel. La nave está compuesta por cuatro tramos y cubierta de bóveda de ojivas. Tanto los nervios de éstas como los de los arcos forneros descansan sobre columnas adosadas o alojadas en codillos de los pilares de sustentación.
Sobre la nave única fueron adosadas capillas laterales, correspondientes a distintas épocas, algunas de las cuales fueron cerradas y convertidas en sacristía o sala del diezmo. En la zona sur se adosan dos, con acceso por el primer y segundo tramo, y en la zona norte otras dos, y una quinta sala más grande, denominada popularmente "la Troj", a la que se accede desde el tercer tramo del lado norte.
La Capilla de Santiago, primera por el norte, fue construida en la etapa final del Gótico. Se le conoce como sacristía vieja, cerrada por una puerta.
La Capilla de los Apóstoles San Pedro, San Pablo, San Juan Bautista y San Juan Evangelista es la segunda del norte.
La Sacristía, antes capilla de Transfiguración, primera del sur, corresponde a un barroco incipiente que mantiene elementos de renacimiento.
La capilla del segundo tramo del sur aloja el antiguo retablo mayor.
El quinto elemento, tercera capilla del lado norte, corresponde con "la troj", sala donde se almacenaba el diezmo. La peculiaridad de esta sala es que dispone de acceso desde el interior y desde el exterior, lo que da idea de un posible uso añadido al de Iglesia de Concejo. El aspecto de la mampostería y los acabados generales dan la impresión de tratarse de un añadido muy reciente.
Exteriormente, la nave dispone, en la zona del pórtico, de canes protogóticos. También existen, en la fachada norte, dos canes traídos de la iglesia de Betolaza, además de otro que se supone de la iglesia.
La portada de la Iglesia, de arco muy apuntado, con siete arquivoltas muy decoradas, apoyadas en 14 columnas exentas y jambas con sus respectivos capiteles, está situada al sur.
Las dos primeras arquivoltas están decoradas con motivos geométricos, dientes de sierra y festoneado, la tercera con ángeles músicos, la cuarta oficios u ocupaciones de la vida cotidiana, la quinta monstruos cuadrúpedos, la sexta temas historiados alternando con temas vegetales y la séptima escenas de la vida campestre y pastoril.
Los capiteles del flanco derecho del espectador, representan escenas del infierno, dos figuras luchando, San Martín partiendo la capa al pobre, aves, arpías y centauro atacando a un grifo.
Los del flanco izquierdo muestran leones con caras humanas, escenas de lucha y de abrazo, flagelaciones y a San Miguel en lucha con el dragón.
Sobre la portada existe un friso, datado en el siglo XIV, compuesto por esculturas exentas, de temas como la Adoración de los Reyes y la Anunciación.
A los pies de la Nave se encuentra la Torre-espadaña. La parte inferior , del siglo XIII, ocupa dos tercios de su altura con dos arcos ciegos apuntados y, sobre ellos, dos pequeños vanos también apuntados. El remate superior es del siglo XVI.
La torre del reloj es del siglo XVI (1567) y está situada junto a la Torre-espadaña, al sur.
El pórtico, construido muy a finales del siglo XVIII, protege la portada y funciona como atrio de las celebraciones.
En el último tramo de la Iglesia existen dos ventanas románicas que no pertenecen al edificio, traídas del templo de Betolaza en los años 60.
La cubierta, restaurada en el año 1972, descansa sobre las bóvedas de piedra, recrecidas con tabiquillos, formando un tablero sobre el que apoya la teja. Esta solución es una versión desarrollada de la forma de construir de la época.